# Samsung Galaxy mini 2

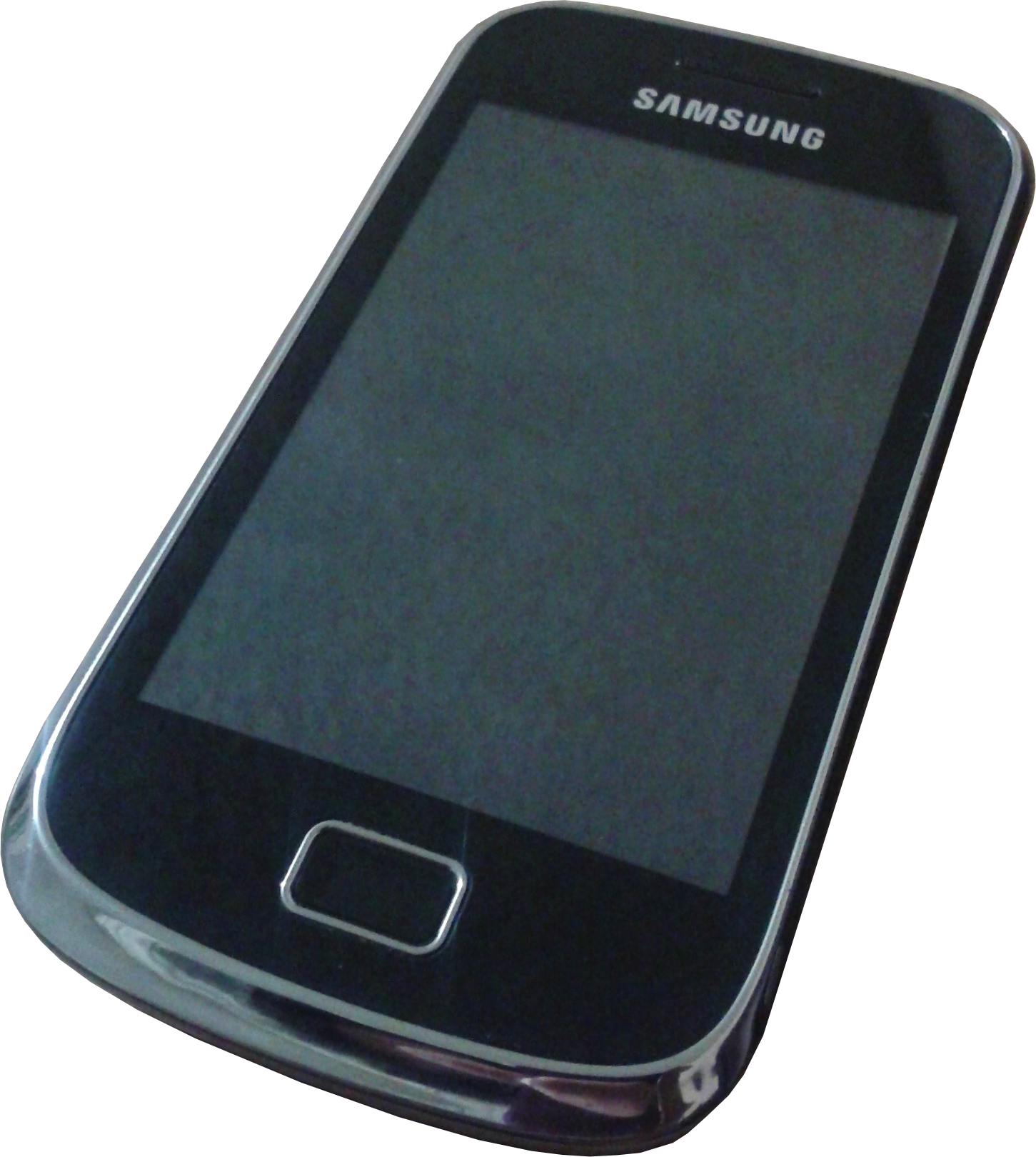
Samsung Galaxy Mini 2 (GT-S6500L)

Samsung Galaxy mini 2 – smartfon wyprodukowany przez firmę Samsung, pracujący pod kontrolą otwarto kodowego systemu operacyjnego Android 2.3 Gingerbread. Został on zapowiedziany i wprowadzony na rynek przez firmę Samsung w lutym 2012. Jest on dostępny w trzech kolorach: czarnym, żółtym i białym.

## Sprzęt
Galaxy mini 2 ma procesor Qualcomm Snapdragon S1 MSM7227A SoC o częstotliwości taktowania do 800 MHz. Rdzenie procesora to Cortex-A5 ARMv7, wspomagane zintegrowanym procesorem graficznym Adreno 200 GPU. Zaawansowane funkcje to: nagrywanie wideo VGA (30 klatek na sekundę), a-GPS (geotagging). Posiada on też 3.27-calowy ekran HVGA TFT LCD, który ma większą gęstość pikseli (320×480), niż jego poprzednia generacja. W telefonie jest zwykły, 3-megapikselowy aparat bez auto-focusa i lampy LED. Oficjalne materiały nie doprecyzowują rozmiaru przetwornika kamery podając 3 MPx, chociaż realna rozdzielczość wynosi 3.15 MPx. Komunikacja NFC (near field communication) jest uwarunkowana wersją modelu.

## Aktualizacja oprogramowania
Samsung zapowiedział 24 września 2012, że zaplanowana jest aktualizacja Galaxy mini 2 do androida 4.1 Jelly Bean, ale później się z tych planów wycofał. Istnieje nieoficjalny port CyanogenMod 10.1 (Jelly Bean, wersja 4.2.2) dla Galaxy mini 2 i został on oceniony jako stabilny z dniem wydania 27 grudnia 2013.

## Warianty modelu
Istnieją cztery różne warianty modelu Galaxy mini 2:
- S6500 – Oryginalny model, oferuje funkcjonalność NFC
- S6500D – modele powszechne w Europie i Azji, nie zawierają technologii NFC
- S6500T – sprzedawany w Australii
- S6500L – sprzedawany w Ameryce Łacińskiej, nie zawiera technologii NFC
- S6500X – sprzedawany w Indiach, obsługuje technologię NFC

## Następca modelu
Nieco ponad rok później, w kwietniu 2013 roku firma Samsung wydała model Samsung Galaxy Fame (S6810), a w październiku 2013 roku Samsung Galaxy fame Lite (S6790). Większość ulepszeń w porównaniu z Galaxy mini 2 jest subtelnych. Układy SoC bazują na Broadcom BCM21654G. Oba modele telefonów wyposażone są nieco wyższej taktowane procesory (1 GHz/850 Mhz), moduł Bluetooth 4.0, system operacyjny Android 4.1.2 Jelly Bean, a także możliwości połączenia 3G HSUPA.
Inne ulepszenia w Galaxy Fame to: 5-megapikselowy aparat z autofokusem i przednią kamerą, obsługuja do 64 Gb karty pamięci microSD i NFC lub dual-SIM opcjonalne w zależności od modelu. Ten model nadal nie obsługuje mini-SIM-kart.
Galaxy Fame Lite różni się od Galaxy Mini 2 obsługą kart mikro-SIM. Obsługa technologii NFC i radia FM mogą się różnić w zależności od podmodelu (niektóre mają jeden lub drugi, oba, lub ani jednego). Rozdzielczość aparatu to dalej 3.0 MPx.
Bliźniaczy model, wydany w październiku 2013 roku Galaxy Fame Lite Duet (S6792L), wyróżnia się obsługą dwóch kart sim.